# Савицький Петро Миколайович
Савицький Петро Миколайович (нар. 15 травня 1895, Чернігів — пом. 13 квітня 1968, Прага) — російський географ, економіст, геополітик, культуролог та філософ.
Відомий тим, що у 1920-х роках разом із Георгієм Вернадським та Миколою Трубецьким був одним із трьох головних авторів російської націоналістичної ідеології Євразійства.

## Біографія
Народився 15 травня 1895 року в родині заможного землевласника, голови Чернігівської губернської земської управи Миколи Петровича Савицького.
В 1913 році з відзнакою закінчив Чернігівську чоловічу гімназію і вступив до економічного факультету Петроградського політехнічного інституту, який також з відзнакою закінчив в 1917 році.
У студентські роки він зблизився з відомим ученим і громадським діячем Петром Струве, вважався найкращим його учнем[джерело?]. За рішенням ради політехнічного інституту Петро Савицький був залишений професорським стипендіатом при кафедрі господарського побуту. В 1917 році перспективного молодого вченого призначили заступником торгового аташе російського посольства в Норвегії.
В 1920 році вирушив на південь Росії і став секретарем свого вчителя Петра Струве, який обіймав у штабі генерала Врангеля посаду завідувача департаменту закордонних справ.
Після поразки Білої армії емігрував до Болгарії, де працював у журналі Петра Струве «Русская мысль», а в грудні 1921 року переїхав до Праги.
В 1922 році став приват-доцентом кафедри економіки та статистики Юридичного факультету, а 1925 році — доцентом Інституту сільськогосподарської кооперації, де завідував кафедрою економічної та сільськогосподарської географії.
З 1935 року перебував на посаді лектора Німецького університету в Празі, вів заняття з української та російської мов, працював у семінарі, яким керував професор Г. Геземанн. Він також виступав із лекціями в Берліні на кафедрі економічної географії Російського наукового інституту, був дійсним членом Німецького товариства слов'янознавства в Празі та членом-кореспондентом Географічного товариства в Белграді.
В 1945 році був заарештований й інтернований до СРСР. Довгі роки тяжких випробувань не підломили вченого, сили давала віра в Бога і поетична творчість. До 1955 року рідня нічого не знала про нього і лише наступного року Петро Савицький повернувся до Праги.
Був заарештований чехословацькими органами держбезпеки та засуджений до трьох років ув'язнення (амністований).
Петро Савицький продовжував напружено працювати. В 1960-ті роки він активно листувався, обмінювався науковими працями з відомим літературознавцем Миколою Гудзієм, істориками М. Гуковським та Левом Гумільовим. Останній знайомив Петра Савицького зі своїми рукописами, шукав у нього підтримки і натхнення для дослідження історії євразійських кочівників.
13 квітня 1968 року Петро Савицький помер. Його поховали на Ольшанському цвинтарі в Празі.

## Науковий вклад

### Праці
- стаття «Кам'яне будівництво в Україні від часів Богдана Хмельницького до часів Розумовського» в газеті «Черниговская земская неделя» (1913)
- стаття «Про українську вишивку XVIII століття та сучасне її відродження» (1914)
- «Сказання іноземців про Сибір (історико-географічні замітки)» (1933)
- «„Піднесення“ і „депресія“ давньоруської історії» (1935)
- «„Житіє“ протопопа Аввакума як географічне першоджерело» (1929)
- «Література факту у „Слові о полку Ігоревім“» (1930)
- стаття «У боротьбі за Євразійство[6]» (1931)
- «Географічний ландшафт в радянській літературі» (1934)
- «Місце діяння в російській літературі (географічна сторона російської літератури)» (1932)
- «Євразія в світлі мовознавства» (разом з Р. Якобсоном) (1931)

### Євразійство
З самого зародження євразійського руху Петро Савицький був одним з головних його теоретиків і політичних лідерів.
Створив базові для євразійства теорії місцерозвитку, циклів економічної історії, циклів євразійської історії. Був творцем нової науки — кочівникознавства, творцем євразійської версії російської геополітики, зробив внесок у географію, економіку, політологію, літературознавство, мистецтвознавство, історію і т. д.
Учасник всіх євразійських видань, учасник керівних органів євразійського руху (Рада Трьох, Рада П'яти, Рада Семи), активний пропагандист ідей євразійства в російської емігрантській та зарубіжній пресі, борець з лівим ухилом в євразійстві («Кламарський ухил»).
Серед праць Савицького є роботи про старовинну архітектуру України, розвиток сільського господарства у Росії і з багатьох інших питань. Однак центральне місце в його творчій спадщині займає вивчення культурної та геополітичної специфіки Росії її минулого та сьогодення. Особливий інтерес викликала у Савицького взаємодія російського етносу з монгольським, від якого росіяни, на думку Савицького, успадкували «почуття континенту».
Татаро-монгольське іго Савицький вважав, попри всю його тяжкість, найкращим результатом для давньої Русі, яка, на його думку, була нестабільна і повинна була пройти через підпорядкування якоїсь зовнішньої сили.